# Fujin (ort i Kina)
Fujin är en ort i Kina. Den ligger i provinsen Heilongjiang, i den nordöstra delen av landet, omkring 450 kilometer öster om provinshuvudstaden Harbin. Antalet invånare är 89 442.
Runt Fujin är det ganska tätbefolkat, med 54 invånare per kvadratkilometer. Det finns inga andra samhällen i närheten. Trakten runt Fujin består i huvudsak av gräsmarker.
Genomsnittlig årsnederbörd är 823 millimeter. Den regnigaste månaden är juli, med i genomsnitt 181 mm nederbörd, och den torraste är januari, med 6 mm nederbörd.